# Arnoud van der Biesen
Arnoud Eugène van der Biesen (* 28. Dezember 1899 in Semarang, Niederländisch-Indien; † 17. Februar 1968 in Den Haag) war ein niederländischer Segler.

## Erfolge
Arnoud van der Biesen nahm an den Olympischen Spielen 1920 in Antwerpen mit Petrus Beukers in ihrem 12-Fuß-Dinghy Boreas teil. Sie gewannen am 7. Juli das erste Rennen gegen das einzige gegnerische Boot, die Beatrijs III, deren Crew aus Cornelis, Johan und Frans Hin bestand. Während des zweiten Rennens am 8. Juli driftete eine der Kursbojen ab, weshalb das Rennen annulliert wurde. Da die belgischen Veranstalter in dieser Woche das Rennen nicht wiederholen konnten, baten sie das Niederländische Olympische Komitee, am 3. September zwei Ersatzrennen in den Niederlanden zu organisieren, da beide Boote aus niederländischen Crews bestanden. Diese fanden dann auf dem Buiten-IJ statt: der Hin-Familie gelang in der Wiederholung des zweiten Rennens zunächst der 1:1-Ausgleich und besiegte die Boreas von van der Biesen und Beukers auch im dritten Rennen, womit diese die Silbermedaille gewannen.